# Achromadora tenax
Achromadora tenax är en rundmaskart som först beskrevs av De Man 1876.  Achromadora tenax ingår i släktet Achromadora och familjen Cyatholaimidae. Inga underarter finns listade i Catalogue of Life.